# Romancing SaGa
Romancing SaGa ist eine Reihe von Computer-Rollenspielen, die ursprünglich exklusiv für das Super Nintendo Entertainment System nur in Japan erschienen. Diese Serie umfasst drei Titel, die außer dem gemeinsamen Namen keine nennenswerten Gemeinsamkeiten aufweisen, und thematisch den zweiten Teil der SaGa-Reihe darstellen.

## Romancing SaGa
1992 erschien in Japan der erste Teil der Reihe, Romancing SaGa (jap. ロマンシング サ・ガ) für das Super Nintendo. Entwickelt wurde das Spiel von Square, wobei Akitoshi Kawazu wie schon bei den restlichen SaGa-Teilen als Hauptentwickler verantwortlich war. Es gab 2001 eine Portierung dieses Spiels für den WonderSwan Color, die nur sehr geringfügige Veränderungen aufwies. Als Romancing SaGa: Minstrel Song (jap. ロマンシング サガ -ミンストレルソング-) wurde im Jahr 2005 ein grafisch und inhaltlich stark verbessertes Remake für die PlayStation 2 veröffentlicht, welcher als erster und einziger Teil der Serie auch außerhalb Japans erschienen ist. Dieses Remake des Spiels ist weniger eine Neuauflage des Spiels als vielmehr ein vollständig neuer Titel. Abgesehen von der völligen optischen Neugestaltung mit modernen 3D-Grafiken und einer vollständigen Vertonung der Dialoge gab es umfangreiche inhaltliche Veränderungen und Erweiterungen. Zusätzliche Quests, neue Fähigkeiten, Spielmechaniken aus den erst später veröffentlichten Teilen, die nachträglich in dieses Spiel integriert wurden, all dies verändert das Spiel vollkommen.
Man wählt bei diesem Spiel eine von acht unterschiedlichen Spielfiguren, die sowohl im Hintergrund als auch der Wahrnehmung ihrer Welt voneinander abweichen, zusätzlich kann man über die Wahl der Eltern zusätzlichen Einfluss auf die anfängliche Gestaltung und Ausrüstung der Spielfigur nehmen. Jede Figur startet in einem unterschiedlichen Gebiet und hat bestimmte, nur für diese Figur verfügbare Aufgaben zu erfüllen, letzten Endes laufen alle acht Handlungsstränge jedoch zu einem gemeinsamen zusammen. Während des Spiels trifft man zudem teilweise auf die anderen, nicht gewählten Figuren, die dann als NPC agieren. Spielziel ist im Endeffekt, zehn Juwelen zu sammeln, mit denen der böse Gott Saruin einst verbannt wurde, da die Verbannung mit der Zeit immer schwächer wurde.
Das Spiel selbst ist größtenteils nichtlinear und setzt stattdessen auf sogenannte Check-Fights (dabei handelt es sich um im Prinzip einfache Kämpfe, die jedoch aufgrund des Kampfdesigns erst mit bestimmten Mindestwerten zu überleben sind) als Maßstab dafür, welche Gebiete zugänglich sind und welche nicht. Zusätzlich sind bestimmte Quests nur zu bestimmten Zeitabschnitten im Spiel zugänglich oder lösbar, was jedoch nicht immer für den Spieler sichtbar ist. Zusätzlich zu der Hauptfigur gehören im Normalfall weitere NPCs der Gruppe vorübergehend oder dauerhaft an, wobei manche davon questabhängig nur für bestimmte Zeitabschnitte bleiben, während andere frei rekrutierbar sind. Während des Spiels bewegt man sich durch eine in der Draufsicht betrachtete Welt, welche in Tile-Optik gestaltet ist. Auseinandersetzungen mit Gegnern finden in einer einfachen Seitenansicht statt, die einen von der Umgebung abhängenden Hintergrund hat. Die Entwicklung der Figuren ist für das Voranschreiten im Spiel notwendig und erfolgt neben einer Steigerung durch das Sammeln von Erfahrung zusätzlich über ein Learning-by-Doing System, was vor allem für den Einsatz von Waffenfähigkeiten notwendig ist. Magie existiert in diesem Spiel in Form von erlernbaren Sprüchen, die über eine begrenzte Anzahl von Nutzungen verfügen, bevor sie neu erlernt werden müssen. Für die rundenbasierten Kämpfe sind einfache taktische Optionen wie die Wahl der Aufstellung möglich.

## Romancing SaGa 2
Ein Jahr nach dem ersten Teil wurde von Square 1993 mit Romancing SaGa 2 (jap. ロマンシング サ・ガ2) der Nachfolger wiederum für das Super Nintendo veröffentlicht.
Im Gegensatz zu seinem Vorgänger gibt es dieses Mal nicht die Wahl zwischen verschiedenen Spielfiguren, sondern man erhält während des Spiels selbst die Möglichkeit, innerhalb gewisser Grenzen die jeweilige Hauptfigur für einen bestimmten Zeitraum zu bestimmen. Dies erfolgt über die Spielmechanik der Thronfolger. Jedes Mal, wenn ein bestimmter Handlungspunkt erreicht ist, oder der aktuelle Held stirbt, wird dem Spieler die Möglichkeit geboten, seinen Nachfolger aus einer kleinen Gruppe möglicher Kandidaten zu wählen. Was für Alternativen dabei geboten werden, hängt vom Spielverlauf und den Entscheidungen des Spielers selbst ab. Spielziel ist dieses Mal der Kampf gegen die Sieben Helden, die vor langer Zeit die Welt vor den Dämonen retteten, wie die Legende erzählt.
Die Begleiter der Hauptfigur können dabei wie im ersten Teil rekrutiert werden, oder schließen sich im Verlauf einer Mission automatisch an. Auch im Ablauf des Spiels selbst gab es Veränderungen, es gibt nun einen deutlichen linearen Verlauf, dem man während des Verlaufs der Handlung folgt. Die Steuerung und das Kampfsystem bleibt im Großen und Ganzen erhalten und wird nur durch neue Spielmechaniken und zusätzliche Skills ergänzt. Insgesamt wird ein deutlich größerer Augenmerk auf den Erwerb und Einsatz von besonderen Fähigkeiten als noch im Vorgänger gelegt, zudem gibt es mehrere Aspekte des Spiels, die eher in Richtung Strategie-Rollenspiel oder Wirtschaftssimulation gehen. Neben einer deutlichen Erweiterung der verfügbaren strategischen Optionen im Kampf wurde die Möglichkeit des permanenten Todes von Spielfiguren eingeführt, was Auswirkungen auf den Spielverlauf haben kann.

## Romancing SaGa 3
Der letzte Teil der Serie für den Super Nintendo erschien 1995 mit Romancing Saga 3 (jap. ロマンシング サ・ガ3), wie alle Teil wieder von Square entwickelt.
Ähnlich wie im ersten Teil dieser Serie wählt man zu Beginn des Spiels einen von acht möglichen Hauptfiguren und verleiht ihm oder ihr einen bestimmten spielerischen Hintergrund, der über die grundlegende Ausrichtung der Figur entscheidet. Inhaltlich unterscheiden sich dieses Mal die verschiedenen Figuren hauptsächlich durch ein kurzes Intro, welches in das Spiel einführt, und den Hintergrund des gewählten Charakters erläutert, und leicht veränderte Begegnungen im Spiel. Fast der gesamte Restteil des Spiels ist ansonsten für jede Figur identisch. Die Rolle und Art der zusätzlichen NPCs, die man während des Spiels aufnehmen kann, ist identisch geblieben, ebenso die normalen Kämpfe im Spiel. Spielziel ist letztendlich wieder das Erreichen und Besiegen eines finalen Gegners, dieses Mal vor dem Hintergrund einer Eclipse, einer regelmäßig wiederkehrenden Katastrophe, die alles Leben der Welt bis auf einen einzigen Überlebenden vernichtet.
Im Vergleich zu den beiden Vorgängern gibt es wieder diverse Veränderungen im Spielsystem. Das reicht von den üblichen Erweiterungen der für den Kampf verfügbaren Fähigkeiten, Magie und Waffen über das einführen neuer Kampfformationen, die nun einer sechsten Person ermöglichen, als Commander an den Auseinandersetzungen teilzunehmen, bis hin zu einer völlig neuen Kampfform. Dabei handelt es sich um Echtzeitkämpfe im Strategiespielstil, bei der über generische Kommandos größere Gruppen eigener Einheiten gegen den Feind geführt werden müssen. Auch optisch gibt es diverse Neuerungen. Die Welt, durch die man sich bewegt, wird nun in einer Secret-of-Mana-ähnlichen Umgebung dargestellt, anstelle des bekannten Quadratrasters, und die Gegner, die man während des Spiels antrifft, sind auf der Karte sichtbar.

## Soundtrack
Zur Veröffentlichung der Remakes für die Playstation 2 wurde der hauptsächlich von Kenji Itō mitgestaltete Soundtrack des Spiels von Universal Music in einer 4 CDs umfassenden Box veröffentlicht.